# Lena Horne

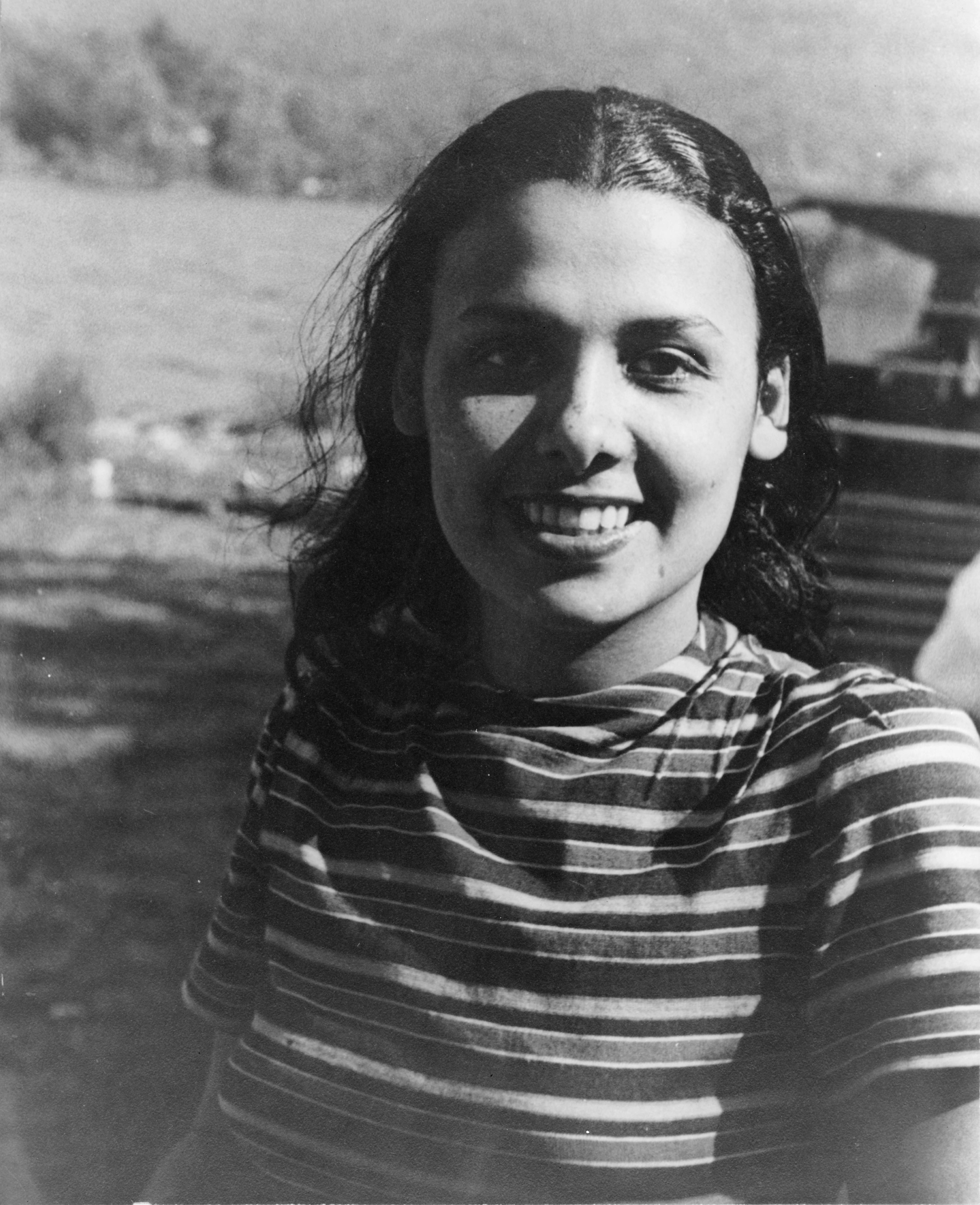
Lena Horne fotografada por Carl Van Vechten, em 1941.

Lena Mary Calhoun Horne (Nova Iorque, 30 de junho de 1917 - Nova Iorque, 9 de maio de 2010) foi uma famosa cantora e atriz norte-americana.
Apesar de que já ter gravado e feito performances com vários músicos de jazz (notavelmente Artie Shaw e Teddy Wilson), ela não era considerada uma cantora de jazz por muitos críticos musicais pelo fato de nunca fazer improvisações em seus shows.
Até seu falecimento, em 9 de maio de 2010 viveu na cidade de Nova Iorque mas quase não fez aparições públicas.

## Filmografia
- The Duke is Tops (1938; Million Dollar Pictures)
- Panama Hattie (1942; MGM)
- Cabin in the Sky (1943; MGM)
- Thousands Cheer (1943; MGM)
- Stormy Weather (1943; 20th Century Fox)
- I Dood It (1943; MGM)
- Two Girls and a Sailor (1944; MGM)
- Swing Fever (1944; MGM)
- Broadway Rhythm (1944; MGM)
- Boogie-Woogie Dream (1944; curta da Official Films)
- Till the Clouds Roll By (1946; MGM)
- Mantan Messes Up (1946; Toddy Pictures)
- Ziegfeld Follies (1946; MGM)
- Studio Visit (1946; curta da MGM)
- Words and Music (1948; MGM)
- Duchess of Idaho (1950; MGM)
- Meet Me in Las Vegas (1956; MGM)
- Death of a Gunfighter (1969; Universal Studios)
- The Wiz (1978; Universal Studios)
- That's Entertainment! III (1994; MGM)

## Discografia
Álbuns
- It's Love (1955; RCA)
- Stormy Weather (1956; RCA)
- At the Waldorf Astoria (1957; RCA)
- Jamaica [Original Cast Recording] (1957; RCA)
- Give the Lady What She Wants (1958; RCA)
- Porgy & Bess (1959; RCA) - com Harry Belafonte
- Songs by Burke and Van Heusen (1960; RCA)
- At the Sands (1961; RCA)
- Lena on the Blue Side (1962; RCA)
- Lovely & Alive (1963; RCA)
- Lena Goes Latin (1963; Charter)
- Sings Your Requests (1963; Charter)
- Here's Lena Now! (1964; 20th Century)
- Feelin' Good (1965; UA)
- Lena in Hollywood (1966; UA)
- Merry from Lena (1966; UA)
- Soul (1966; UA)
- Lena & Gabor (1970; Skye)
- Nature's Baby (1971; Buddah)
- Lena and Michel (1975; RCA)
- Lena: A New Album (1976; RCA)
- The Lady and Her Music (1981; Qwest) - Grammy de Melhor Performance Vocálica Pop Feminina
- The Men in My Life (1988; Three Cherries)
- We'll Be Together Again (1994; Blue Note)
- An Evening with Lena Horne (1995; Blue Note) - Grammy de Melhor Álbum de Jazz
- Being Myself (1998; Blue Note)
- Seasons of My Life (2005; Blue Note; gravado em 1999)